# 이스라엘 전력공사

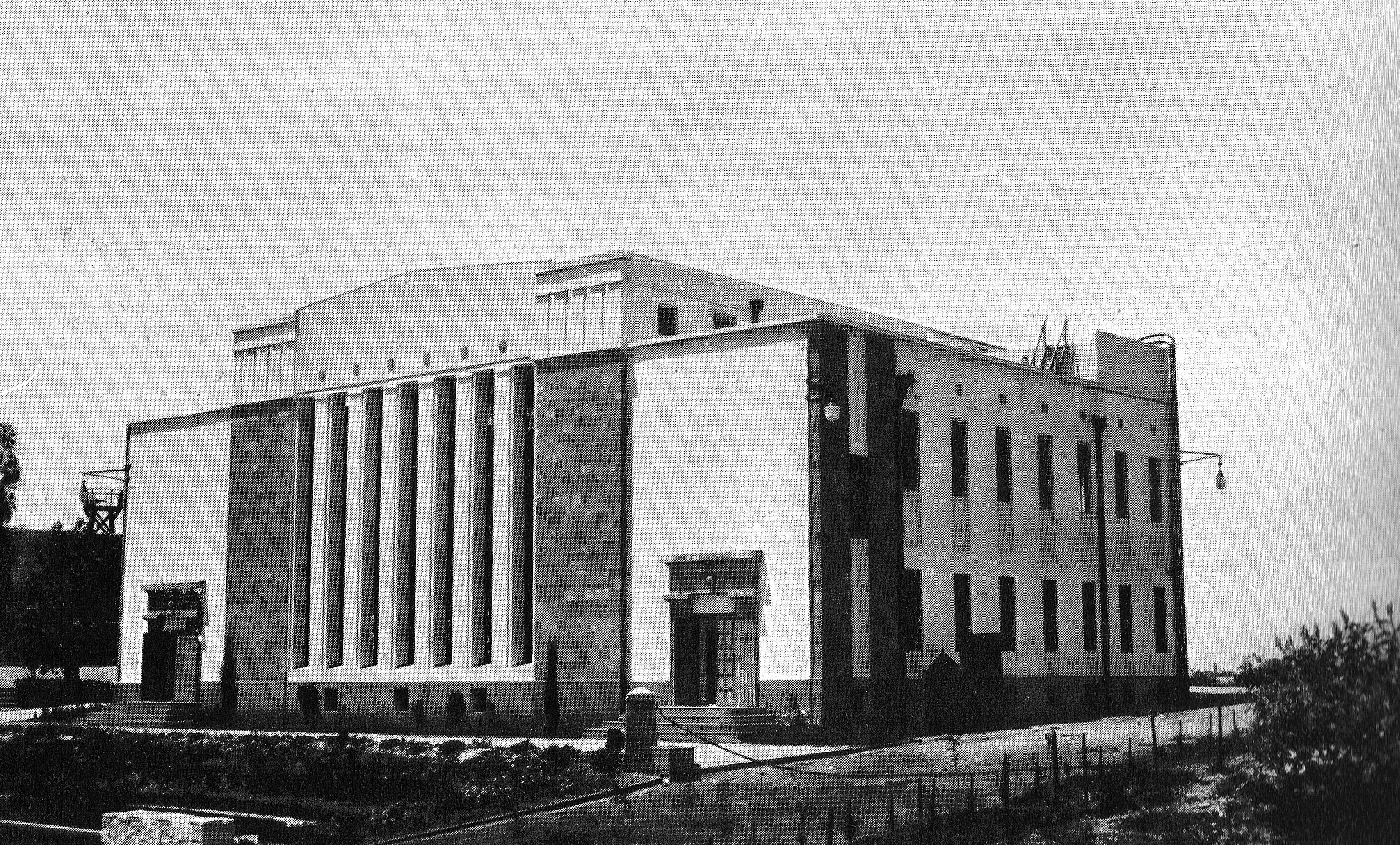
텔아비브에 위치한 최초의 디젤 발전소, 건축가 요제프 베를린이 1923년 건설

이스라엘 전력공사(Israel Electric Corporation, IEC, 히브리어: חברת החשמל לישראל)는 이스라엘과 팔레스타인 점령지에서 가장 큰 전력 공급업체이다. IEC는 이스라엘 내에서 발전소, 변전소, 송전 및 배전망을 건설, 유지보수, 운영한다.
이 회사는 이스라엘 국영 유일의 통합 전력 회사이다. 설치된 발전 용량은 국내 총 발전 용량의 약 75%를 차지한다. 다른 생산자가 생산한 전력을 포함하여 이스라엘에서 사용되는 거의 모든 전력을 송전 및 배전한다. 이스라엘 국가는 이 회사의 약 99.85%를 소유하고 있다.

## 역사

### 루텐베르크 조계지 논란
영국군이 팔레스타인을 점령한 후, 그들은 오스만 통치에 뿌리를 둔 상충되는 요구를 처리해야 했다. 예를 들어, 1914년 1월 27일 예루살렘 시는 그리스 시민 에우리피데스 마브로마티스에게 도시의 상수도, 전기 공급 및 전차 시스템 건설을 위한 조계지를 허가했다. 이 조계지 하의 작업은 시작되지 않았고 전쟁이 끝날 무렵 영국 점령군은 그 유효성을 인정하기를 거부했다.
영국 행정부 하에서, 위임통치 정부로부터 조계지가 주어졌다. 1921년 9월 12일, 영국은 "아우자(또는 야르콘) 조계지"를 공식적으로 서명하여 핀하스 루텐베르크의 야파 전력회사에 야파 행정구역 내에서 전기를 생산, 배전 및 판매할 독점권을 부여하는 70년 조계지를 부여했다, 그리고 루텐베르크에게 아우자(야르콘강) 강의 수력을 이용하여 수력 터빈으로 전기를 생산할 권한을 부여했다. 역사학자 사하르 후네이디는 바바라 J. 스미스의 학문적 성과를 바탕으로 1921년 조계지의 중요성을 강조하며 "[t]he 이슈브의 경제적 분리주의...는 1921년 핀하스 루텐베르크에게 부여된 독점권에 의해 엄청난 추진력을 얻었다"고 언급했다.
후네이디는 루텐베르크 조계지를 고등판무관 허버트 새뮤얼 (1921–1924) 재임 기간 중 "가장 크고 정치적으로 논란이 많은 시온주의 계획"으로 묘사했다. "시온주의자들에게 그 중요성은 수천 명의 유대인 정착민에게 일자리를 제공하는 것이었으며, 이는 차례로 유대인 이민의 유입을 '정당화'할 것이었다." 원주민 지도부는 시온주의자들에게 부당하게 권력을 부여한다는 이유로 이에 이의를 제기했다. 이러한 인식에 기반하여 아랍의 반대가 확산되었다. 더욱이, 영국 언론의 공격은 루텐베르크가 "독일에서 프로젝트 장비를 구입한 '외국인'"이라는 사실에 집중되었다.
에우리피데스 마브로마티스는 그의 조계지가 아우자 조계지와 충돌하며 자신의 법적 권리를 박탈당했다고 주장하며 조계지에 이의를 제기했다. 마브로마티스 조계지는 영국이 이전에 이를 폐지하려 시도했음에도 불구하고 유효했으며, 예루살렘과 성묘교회 주변 반경 20 km (12 마일) 이내의 다른 지역(예: 베들레헴)을 포함했다. 이 사건은 그리스에 의해 상설국제법원에서 다루어졌지만, 마브로마티스에게 유리한 판결은 영국 식민지 사무소에 의해 효과적으로 무력화되었다.

### 후속 개발 및 팔레스타인 전력 회사의 설립
결국, 루텐베르크 회사의 조계지는 유지되었고, 회사는 디젤 연료 엔진을 사용하여 전기를 생산하는 발전소를 건설했으며, 1923년까지 야파 전력 회사의 전력망은 야파, 텔아비브, 인근 (주로 유대인) 정착촌 및 사라판드의 영국 군사 시설을 포괄했다.
1923년, 루텐베르크는 "요르단 조계지"를 부여받은 팔레스타인 전력 회사(Palestine Electric Corporation, Limited)를 설립했다. 루텐베르크는 야파 전력 회사를 그 회사에 합병시켰고, 이 회사는 1961년에 이스라엘 전력 공사(Israel Electric Corporation Ltd.)로 이름을 변경했다. 루텐베르크는 요르단강의 나하라이임에 제1 요르단 수력 발전소를 건설했으며, 1932년에 개장했다. 조계지에 따라 회사는 예루살렘과 그 주변을 제외한 팔레스타인 위임통치령 전역에서 전기를 생산, 공급 및 배전하고 판매할 독점권을 부여받았다. 이 발전소는 1948년 팔레스타인 전쟁까지 팔레스타인 위임통치령에서 소비되는 에너지의 대부분을 생산했다. 다른 발전소는 텔아비브, 하이파, 티베리아스에 건설되었다.
예루살렘은 루텐베르크의 발전소가 전기를 공급하지 않은 팔레스타인 위임통치령의 유일한 부분이었다. 마브로마티스는 오스만 당국이 자신에게 부여한 예루살렘 조계지를 옹호했고, 루텐베르크가 예루살렘에 전력을 공급할 발전소를 건설하려는 시도를 막았다. 1942년에 이르러서야 그의 영국-예루살렘 전력 회사가 도시의 수요를 충족시키지 못하자 위임통치 정부는 팔레스타인 전력 회사에 예루살렘에 전기를 공급해 달라고 요청했다.
이 조계지는 70년 후인 1996년 3월 3일에 만료되었으며, 그때부터 이스라엘의 1996년 전력 부문법이 적용되어 위임통치 당국의 1927년 전력 조계지 명령을 대체했다. (이스라엘 전력청 참조).

## 오늘날
IEC는 이스라엘에서 가장 큰 산업 회사 중 하나이며, 50개개 발전소 부지에서 공급되는 광범위한 전국 전력 배전망을 소유하고 운영하며, 총 설치 발전 용량은 22.2 GW이다. 2010년 말부터 회사는 천연가스 및 경유 발전소를 사용하여 기저 부하 전기의 대부분을 생산한다. 2022년 회사는 76.9 TWh의 전력을 판매했다. 이스라엘 정부의 결정에 따라 이스라엘 전기의 약 절반은 민간에서 생산된 후 IEC에 의해 배전된다.
IEC 소유의 오롯 라빈 발전소는 이스라엘에서 두 번째로 높은 구조물인 굴뚝을 가지고 있으며, 높이가 300m에 달하는 반면, 텔아비브의 독특한 리딩 발전소는 초기 발전소 중 하나였다.
이스라엘의 전 올림픽 요트 선수인 심숀 브록만은 1988년부터 이스라엘 전력공사에서 근무했으며, 2006년부터 연료 관리 부서장을 맡고 있다.
현재 회사의 CEO는 메이어 슈피글러이다.

## 발전 용량
| 발전소              | 연료                 | 용량 [MW] |
| ------------------- | -------------------- | --------- |
| 증기 발전소         | 석탄, 중유, 천연가스 | 6,180     |
| 항공 유도 제트 터빈 | 천연가스, 디젤       | 504       |
| 산업용 가스 터빈    | 천연가스             | 914       |
| 복합 사이클         | 천연가스             | 3,357     |
| 총계                |                      | 10,955    |

## 팔레스타인 점령지
IEC는 팔레스타인 점령지에 전력을 공급한다. 이는 가자 지구와 요르단강 서안 지구의 세 가지 전력원 중 하나이다. 팔레스타인 전력 회사는 1999년 팔레스타인 전력 회사 LLC의 자회사로 설립되었으며, 가자 지구의 유일한 발전소인 가자 발전소를 운영하고 있으며, 약 140MW의 발전 용량을 가지고 있다. PEC는 팔레스타인 자치정부로부터 가자 지구에서 전력을 생산하고 PA 소유 또는 관리 기관에 판매할 독점권을 20년 동안 부여받았으며, 이는 최대 5년 연속으로 연장될 수 있다. 이 회사는 현재 발전기 연료가 없다. 가자는 이집트로부터도 일부 전력을 공급받지만, 공급이 불안정하다. 2010년에 설립된 팔레스타인 발전 회사는 요르단강 서안 지구에서 천연가스 발전소를 운영한다.
2015년 2월 23일, IEC는 미납된 요금으로 인해 요르단강 서안 지구의 전력을 약 45분 동안 의도적으로 차단했다. 이틀 후 다시 전력을 차단하며, 당시 19억 NIS에 달하는 채무를 상환하기 시작하라는 PA에 대한 경고라고 밝혔다. 채무의 대부분은 PA와 IEC에서 전력을 구매하고 동예루살렘, 베들레헴, 라말라, 예리코 지역에 서비스를 제공하는 팔레스타인 전력 회사인 예루살렘 지구 전력 회사(JDECO)가 부담하고 있다. IEC는 나블루스와 제닌에 공급되는 전력에 대해 매달 8,500만 NIS의 손실을 보고 있으며, 이는 IEC의 분기별 손실의 대부분을 차지한다고 밝혔다. 팔레스타인인들은 IEC를 집단 처벌이라고 비난했지만, IEC는 독립적으로 운영해야 하며, 이는 청구서를 지불하지 않는 고객을 대하는 것과 동일하게 처리한다고 밝혔다.
2016년 3월 31일, IEC는 17억 NIS의 채무로 인해 예리코 지역의 서안 지구 일부 지역에 다시 전력 공급을 중단했다. 4월 4일, IEC는 베들레헴 지역의 전력을 차단했으며, 다음 날에는 헤브론 지역의 전력을 차단했다. 4월 6일, IEC는 2천만 NIS를 지불받고 7일 이내에 전체 채무 상환 일정을 받기로 합의한 후 서안 지구에 전력 공급을 완전히 복구했다.
2017년 6월부터 PA는 IEC에 가자 지구의 전기 요금을 더 이상 지불하지 않을 것이라고 통보했다. PA의 지불 중단 결정은 가자 지구를 사실상 통치하고 있는 라이벌 팔레스타인 단체인 하마스를 약화시키기 위한 노력으로 알려져 있다.

## 지역사회 프로그램
지역사회 프로그램에는 지역 당국과의 지속적이고 일회적인 협력, 교육부와의 "녹색 전기" - "파이스" 클러스터, "기술 리더십 - 녹색 스마트 홈" - "타아시아다"와의 협력, "녹색 리더십" - 온라인 ORT, 올가 힐의 기술; 토브 프로그램의 최고 교육 책임자 본부를 통해 전기 사용 분야의 행동 변화를 위한 이스라엘 방위군 부대와의 협력(기술자 및 입학 자격)과 제조업체 협회와의 협력으로, 참가자들에게 입학 자격증 외에 기술자 자격증을 제공한다. 또한 자연 보호 협회와의 협력을 통해 맹금류 개체군을 확인하는 "날개 펼치기 - 이스라엘의 독수리와 맹금류 입양" 프로젝트도 진행한다.
또한, 회사는 교육-경험 활동을 통해 안전 및 지능형 전기 사용 문제를 홍보하는 "빛의 길" 프로그램을 확장하고 있다. 빛의 길 – 지역사회 교육 프로그램. 2011년에는 이스라엘 전역 114개 당국의 약 1,100개 학교가 이 프로그램에 참여했다. 회사 직원 및 퇴직자 약 350명이 자원 봉사로 프로그램에 참여했으며, 올해 약 25개 지역의 학생 학부모도 참여했다.
2020년, INT 칼리지는 IEC와 고급 기술 학습 주제에 대해 협력했다. DevOps, 빅데이터, AWS 등 다양한 분야에서 교육이 진행되었다.
IEC는 하이파, 하데라의 오롯 라빈, 아슈켈론의 로텐베르크, 하데라의 유서 깊은 헤프트지바 농장에 방문자 센터를 운영하고 있다.

## 같이 보기
- 이스라엘의 경제
- 이스라엘의 에너지
- 이스라엘 전력청
- 이스라엘의 과학과 기술